# Choanephora cucurbitarum
Espèce
Choanephora cucurbitarum est une espèce de champignons phytopathogènes de la famille des Choanephoraceae.
Ce champignon attaque de nombreuses plantes cultivées en conditions chaudes et humides, et est notamment responsable d'une maladie de pourriture des fruits dans la famille des  Cucurbitaceae.
Il n'est connu sur la pomme de terre que dans la région amazonienne du Pérou, au climat tropical chaud et humide, où il peut provoquer une nécrose totale de la plante.

## Synonymes
- Choanephora americana A. Møller, (1901),
- Choanephora heterospora B.S. Mehrotra & M.D. Mehrotra, (1962) [1961],
- Choanephora infundibulifera f. cucurbitarum (Berk. & Ravenel) Schipper,
- Choanephora mandshurica (Saito & H. Nagan.) F.L. Tai, (1934),
- Choanephora simsonii D.D. Cunn. [as 'simsoni'], (1895),
- Choanephorella cucurbitarum (Berk. & Ravenel) Vuill., (1904),
- Cunninghamella mandshurica Saito & H. Nagan., (1915),
- Mucor cucurbitarum Berk. & Ravenel, (1875),
- Mucor curtus Berk. & M.A. Curtis, (1875),
- Rhopalomyces cucurbitarum Berk. & Ravenel, (1875),
- Rhopalomyces elegans var. cucurbitarum (Berk. & Ravenel) Marchal, (1893).